# إيمرسون همر
إيمرسون همر (بالإنجليزية: Emerson Hammer)‏ هو سياسي أمريكي، ولد في 12 أغسطس 1856 في مونتبلير في الولايات المتحدة، وتوفي في 6 مارس 1940 في سيدرو-والي في الولايات المتحدة. حزبياً، نشط في الحزب الجمهوري.